# Podasconidae
Podasconidae är en familj av kräftdjur. Podasconidae ingår i ordningen gråsuggor och tånglöss, klassen storkräftor, fylumet leddjur och riket djur. Enligt Catalogue of Life omfattar familjen Podasconidae 4 arter. 
Kladogram enligt Catalogue of Life:
| Podasconidae | \| \| Parapodascon \| \| \| \| \| \| Podascon \| \| \| \| |
|              | \| \| Parapodascon \| \| \| \| \| \| Podascon \| \| \| \| |
|              | Parapodascon                                              |
|              |                                                           |
|              | Podascon                                                  |
|              |                                                           |